# Уотфорд, Дэстин
Дэстин Уотфорд (англ. Destiny Watford) — американский эколог и активист в области защиты окружающей среды. В 2016 году получила экологическую премию Голдманов.

## Биография
Уотфорд выросла в Кертис-Бей, штат Мэриленд, в районе со значительным загрязнением воздуха. В старшей школе она начала пропагандистскую кампанию против проекта мусоросжигательного завода, который был одобрен городом и штатом и мог сжигать 4000 тонн мусора в день. Более четырёх лет она вела пропагандистскую работу с другими учениками средней школы Бенджамина Франклина, основываясь на опасениях по поводу воздействия на здоровье большего загрязнения воздуха в этом районе, включая распространенность астмы, которая есть среди местного населения. Их работа включала исследования в области землепользования и политики зонирования, а также лоббирование школ и государственных чиновников. В 2016 году Департамент окружающей среды Мэриленда отменил проект установки для сжигания отходов.
Училась в Таусонском университете. В 2018 году она выступила на конференции Facing Race. В 16 лет она стала соучредителем правозащитной группы «Свободный голос», которая сейчас является частью правозащитной организации United Workers.

## Награды и признание
Уотфорд получил множество наград, в том числе премию Goldman Environmental Prize в 2016 году, а также признание в качестве Birdland Community Hero в 2016 году, журнал Time назвал её Next Generation Leader 2016, и журнал Essence внёс её в список Work 100 Woman.

## Публичное выступление
Уотфорд регулярно выступает основным докладчиком по вопросам защиты окружающей среды и экологической справедливости.
Доклады:
- Спикер на TEDxMidAtlantic, 2017[19]
- Спикер на Национальной конференции Facing Race 2018[13]
- Основной доклад на симпозиуме в Университете Мэриленда по вопросам экологической справедливости и неравенства в отношении здоровья[20]
- Основной доклад на конференции по чистой энергии в Нью-Мексико в 2019 году[21]
- Основной доклад на конференции в Таусонском университете «Сила 10» в 2019 году[22]